# Leiche auf Urlaub
Leiche auf Urlaub ist eine britische Gruselfilmkomödie aus dem Jahre 1961. In den Hauptrollen sind die beiden Stars der Carry-On-Filmreihe zu sehen, Sidney James und Kenneth Connor. Dem Film lag der Roman „The Ghoul“ (1928) von Frank King zugrunde.

## Handlung
Ernest Broughton ist ein furchtsames Wesen. Als Lektor soll er für einen Verlag Groschenhefte – Dutzendkrimis und Horrorgeschichten – durchlesen und nach Interpunktionsfehlern durchforsten. Doch Ernie versinkt in seiner Literatur und fühlt sich bald, knieschlotternd, mit ihr eins. Sein Kumpel Syd, ein Buchmacher, mit dem Ernie seine ärmliche Junggesellenbude teilt, ist da ein ganz anderes Kaliber: ein robuster Kerl mit dem Gemüt eines Fleischerhundes. Als es an der Haustür klingelt und ein Fremder mit schwarzer Bartkrause, Melone auf dem Kopf und stechendem Blick vor der Haustür steht, befürchtet Angsthäschen Ernie sofort das Schlimmste. Dabei ist der Herr, ein Rechtsanwalt namens Sloane, doch nur gekommen, um Ernie mitzuteilen, dass sein Onkel Gabriel Broughton verstorben ist und er zur Testamentseröffnung eingeladen ist.
Ernest Broughton macht sich schließlich auf nach Schloss Blackshore Towers im Moor von Yorkshire, in der Hoffnung, als reicher Mann heimzukehren. Kumpel Syd begleitet ihn, denn sonst würde Ernie all diese Aufregung nervlich gar nicht überstehen. Am Bahnhof angekommen, ist es bereits Nacht. Ein Taxi gibt es nicht, und so besteigen die Zwei nolens volens einen Leichenwagen, der sie nach Blackshore Towers bringen soll. Dort angekommen, öffnet sich das Schlossportal wie von Geisterhand, und im Sessel vor dem Kamin sitzt ein Mann, dessen rechte Hand leblos über der Lehne hängt. Der erste Tote in der Geschichte? Nein, noch nicht.
Ernie lernt nun die skurrilen Verwandten kennen, die wie er auf eine fette Erbschaft lauern. Da ist Tante Emily, ebenso alt wie der Moderne entrückt. Sie lebt noch im viktorianischen Zeitalter und weiß noch nicht einmal, dass der Zweite Weltkrieg längst zu Ende ist. Da gibt es weiters Vetter Malcolm, ein komischer Kauz mit Künstlertolle im Haar und Plastron vor der Brust. Sein Spleen ist es, zu nachtschlafender Zeit seine Freude am Spuk auszuleben und auf der schlosseigenen Orgel zu spielen. Nicht weniger seltsam ist Ex-Offizier Guy Broughton, ein grundentspannter Zyniker, der mit wachsender Freude im Lauf der Geschichte die zunehmende Zahl unfreiwillig dahinscheidender Verwandte mit einem sanften Lächeln im Gesicht und einem Whisky in der Hand zur Kenntnis nimmt. Schließlich gibt es noch Cousine Janet Broughton, von untadeligem Adel und unüberbietbarem Snobismus. Linda Dixon, die eigentlich nicht zur Familie gehört, ist ebenfalls eingetroffen. Die attraktive, junge Frau hat den Verstorbenen bis zum Ende gepflegt und wurde deshalb in seinem Testament bedacht.
Das Personal ist eigentlich nur Fisk, der Butler, der nicht nur ein Bein nach sich zieht, sondern obendrein mit seinem Schlafzimmerblick eine zwielichtige Atmosphäre verbreitet. Als Mr. Sloane nun das Testament verlesen will, geht prompt das Licht aus. Kaum wird es wieder hell, ist der erste potentielle Erbe, Dr. Edward Broughton, unfreiwillig verschieden und die erste Überraschung perfekt: denn die bucklige Verwandtschaft soll laut Onkelchens Letztem Willen rein gar nichts erben, während die pflegende Linda alles bekommen soll. Die wiederum findet diese Eröffnung höchst amüsant. Syd will nach dem Todesfall die Polizei anrufen, doch sind die Telefondrähte durchschnitten. Sloane schlägt angesichts der vertrackten Lage vor, dass jeder in sein Zimmer gehen und sich dort einschließen solle. Auf dem Weg dorthin landet versehentlich zunächst Ernest, dann Syd in dem Boudoir der Sirene Linda.
Wenig später entkommt Syd per Zufall einem Messerattentat, während Vetter Malcolm beim Duett mit Ernest am Klavier nicht so viel Glück hat und von hinten erstochen wird. Man hält ausgerechnet den furchtsamen Ernie für den Täter und will ihn wegschließen. Kumpel Syd weicht ihm daher nicht von der Seite. Bald findet man heraus, wie der Täter auch eine geschlossene Tür überwinden konnte, nämlich mittels eines Geheimgangs. Daher hält man es für besser, wenn sich nun alle im Foyer versammeln, damit jeder jeden im Auge behalten kann. Das nützt nicht viel, denn prompt wird Janet das nächste Opfer. Sie trifft von hinten ein vergifteter Dart-Pfeil, der aus dem an der Rückwand hängenden Gemälde schießt. Man nimmt an, dass nur Butler Fisk der Täter sein könne, war er doch als Einziger im Moment des Anschlags nicht zugegen. Notar Sloane will nicht länger warten und beschließt, allein ins Dorf zu gehen, um die Polizei über die Vorgänge zu informieren.
Für die Zurückgebliebenen wird das Ganze immer mysteriöser. Erst behauptet Tante Emily, sie habe soeben mit dem Verstorbenen, Gabriel Broughton, gesprochen, doch der liegt nach rascher Kontrolle durch Syd und Guy noch immer dort, wo er hingehört: nämlich in seinem Sarg. Dann sagt auch Ernie, dass er den toten Onkel umherwandern sah. Ernest kann einen weiteren Geheimgang ausfindig machen, der direkt zu dem nunmehr leeren Sarg führt. Als nun auch noch Ex-Offizier Guy mitsamt seiner Pistole verschwindet, machen sich die Anderen allmählich Sorgen. Plötzlich erscheint ein Polizeiinspektor Arkwright und stellt fest, dass es bislang noch keine einzige Leiche gegeben habe. Ernest sucht nach seinem Kumpel Syd, und beide finden den toten Sloane in einem Brunnen liegend. Der ist offensichtlich nie bis zum Dorf gekommen. Wer aber hat dann den Polizisten hierher geschickt?
Arkwright ist niemand anderes als der (schein)tote Onkel Gabriel, der, mit Guys Pistole in der Hand, die geldgierige Familie in Schach hält. Und er erklärt sein Motiv, weshalb er diese Farce seines eigenen Ablebens inszeniert habe. In den vergangenen Jahren hätte sich die Familie stets nur dann bei ihm gemeldet, um zu nassauern und sich ansonsten einen Dreck um ihn gekümmert. Er sperrt Syd, Ernest, Linda und Emily ein und hetzt seine hungrigen Hunde auf sie. Als Butler Fisk türmen will, schießt Gabriel auf ihn, doch er trifft stattdessen eine Geheimfalle, die den Kronleuchter auf ihn herunterstürzen lässt und ihn erschlägt. Die „hungrigen“ Hunde, so stellt sich schließlich heraus, waren zuvor von Fisk gut gefüttert worden. So ist Gabriel, die „Leiche auf Urlaub“, am Ende doch wieder tot. Ernest aber, der sich Hoffnung auf die hübsche Linda gemacht hatte, wird eines besseren belehrt, als am nächsten Morgen deren Freund Adam Faith, Popsänger und Teenie-Idol der 1960er Jahre, auftaucht, um sie abzuholen.

## Produktionsnotizen
Leiche auf Urlaub wurde am 15. September 1961 uraufgeführt. Die deutsche Erstaufführung fand am 22. März 1963 statt.
Die Filmbauten entwarf Ivan King, Gerry Fisher führte die Kamera unter Chefkameramann Monty Berman. Muir Mathieson dirigierte seine eigene Komposition.
2008 erschien der Film auf DVD.
Leiche auf Urlaub war eine komödiantische (und sehr lose) Neuverfilmung des alten Horrorstoffs The Ghoul mit Boris Karloff in der Titelrolle.

## Synchronisation
| Rolle               | Darsteller        | Synchronsprecher       |
| ------------------- | ----------------- | ---------------------- |
| Syd Butler          | Sidney James      | Hans Wiegner           |
| Ernest Broughton    | Kenneth Connor    | Georg Thomalla         |
| Guy Broughton       | Dennis Price      | Friedrich Schoenfelder |
| Linda Dixon         | Shirley Eaton     | Maria Körber           |
| Fisk, der Butler    | Michael Gough     | Hans Walter Clasen     |
| Tante Emily         | Esma Cannon       | Elfe Schneider         |
| Janet               | Valerie Taylor    | Friedel Schuster       |
| Inspektor Arkwright | Philip O’Flynn    | Fritz Tillmann         |
| Malcolm             | Michael Gwynn     | Erich Kestin           |
| Edward Broughton    | George Woodbridge | Paul Wagner            |

## Kritiken
„… [eine] augenscheinliche, britische Farce … Die Tatsache, dass ein Film mit einem solchen Ausmaß an Vulgarität und Unfähigkeit es eine Woche lang geschafft hat, in den umliegenden Filmtheatern von ganz Manhattan zu landen, belegt die Knappheit an Filmprodukten dieser Tage.“

Der Movie & Video Guide meinte: „Eine bisweilen angestrengte Satire“.
Halliwell’s Film Guide fand: „Gespenstische Haus-Farce, angeblich ein Remake von The Ghoul“.

„Eine wenig eigenständige und für ihre Entstehungszeit reichlich altmodische Gruselkomödie, deren Situationskomik und Dialoge zwar zum Lachen reizen, deren Anhäufung schauriger Effekte allerdings selten Nervenkitzel aufkommen läßt.“